# Oreonectes microphthalmus
Oreonectes microphthalmus és una espècie de peix de la família dels balitòrids i de l'ordre dels cipriniformes.

## Morfologia
- Cos i musell allargats.
- Els mascles poden assolir 4,7 cm de longitud total.
- Absència d'escates.
- Ulls reduïts a un pigment negre.
- 13 radis tous a l'aleta dorsal i 9 a l'anal.
- Línia lateral incompleta i amb 3 porus.[6][4]

## Hàbitat
És un peix d'aigua dolça, cavernícola, demersal i de clima tropical.

## Distribució geogràfica
Es troba a Àsia: Guangxi (Xina).